# Dunschalig zeeklitschelpje
Het dunschalig zeeklitschelpje (Tellimya tenella) is een tweekleppigensoort uit de familie van de Lasaeidae. De wetenschappelijke naam van de soort werd in 1846 als Montacuta tenella gepubliceerd door Lovén.

## Beschrijving
Het dunschalig zeeklitschelpje, die nauw verwant is aan de ovale zeeklitschelp (T. ferruginosa), heeft een klein, breekbaar schelpje. Het heeft een langwerpig-ovaal omtrek van 4,3 x 2,8 mm. De kleur is transparant blauwachtig wit (met vaak een roestkleurige aanslag) in levende en verse exemplaren en ondoorzichtig en geelachtig wit in geconserveerde exemplaren. Deze soort leeft in associatie met de modderzeeklit (Brissopsis lyrifera), een in de bodem ingegraven zee-egel waarop meerdere zeeklitschelpjes kunnen voorkomen.

## Verspreiding
Het dunschalige zeeklitschelpje heeft een Scandinavische verspreiding en wordt aangetroffen van Noord-Noorwegen tot in het Kattegat. Ook rond de Britse Eilanden wordt deze soort aangetroffen, maar niet ten zuiden daarvan. De meest westelijke vindplaats bevindt zich op de Porcupine-bank ten westen van Ierland. In het Nederlandse deel van de Noordzee kan het dunschalige zeeklitschelpje worden gevonden op een verspreid aantal locaties in de Oestergronden.